# Vînohradove, Oleșkî
Vînohradove (în ucraineană Виноградове) este o comună în raionul Oleșkî, regiunea Herson, Ucraina, formată numai din satul de reședință.

## Demografie
Componența lingvistică a comunei Vînohradove
     Ucraineană (95,43%)
     Rusă (3,6%)
     Alte limbi (0,1%)
Conform recensământului din 2001, majoritatea populației comunei Vînohradove era vorbitoare de ucraineană (95,43%), existând în minoritate și vorbitori de rusă (3,6%).